# Atayalfolket

Stammens ursprungliga utbredning på Taiwan, med de två största dialekterna markerade

Atayalfolket är en ursprungsbefolkning på Taiwan som år 2000 uppgick till 91 883 personer, vilket gjorde stammen till den näst största på Taiwan. Tidigare kallades även stammarna Seediq och Taroko för Atayal på grund av att de använde många gemensamma traditioner, men de har på senare tid erkänts som självständiga stammar.
Stammens förfäder antogs tidigare ha migrerat från Malaysia och Indonesien. Det har dock inte visat sig stämma då man senare har funnit stöd för teorin att de ursprungligen ska ha kommit från ett område som ligger i nuvarande Kina, Laos och Vietnam.

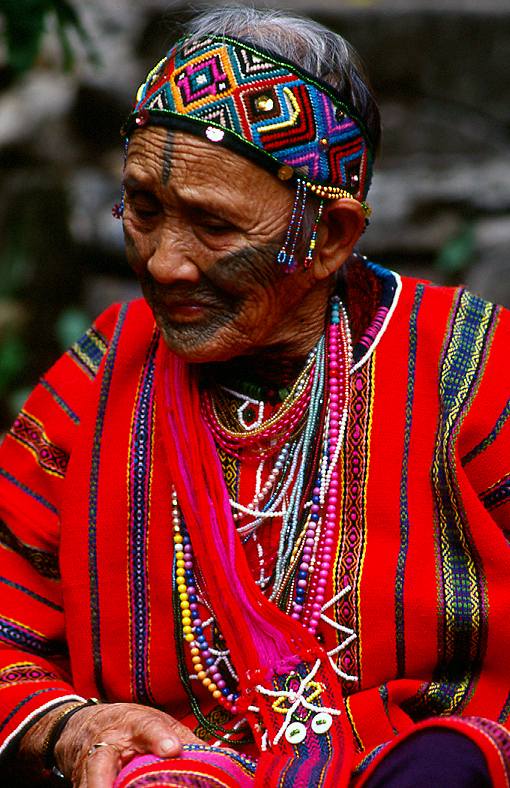
Atayalkvinna med de sedvanliga tatueringarna i ansiktet.

Före den japanska ockupationen tatuerades alla stammens medlemmar, både kvinnor och män i ansiktet vid inträdandet i den vuxna världen. Det var ett tecken på att kvinnorna och männen hade uppfyllt de krav som riktades mot dem. Under ockupationstiden förbjöds dock sedvänjan och den upptogs sedan inte igen. 
Något som inte fanns ursprungligen var permanenta hövdingar. Om det behövdes någon som hade de befogenheterna så samlades de äldre och valde någon för en kort tid. Dock tillsatte japanerna en hövding, troligtvis då det underlättade japanernas kontroll över stammen. Systemet med en hövding kvarstod och hövdingaposten blev senare ärftlig.